# سوسک آفتابگردان

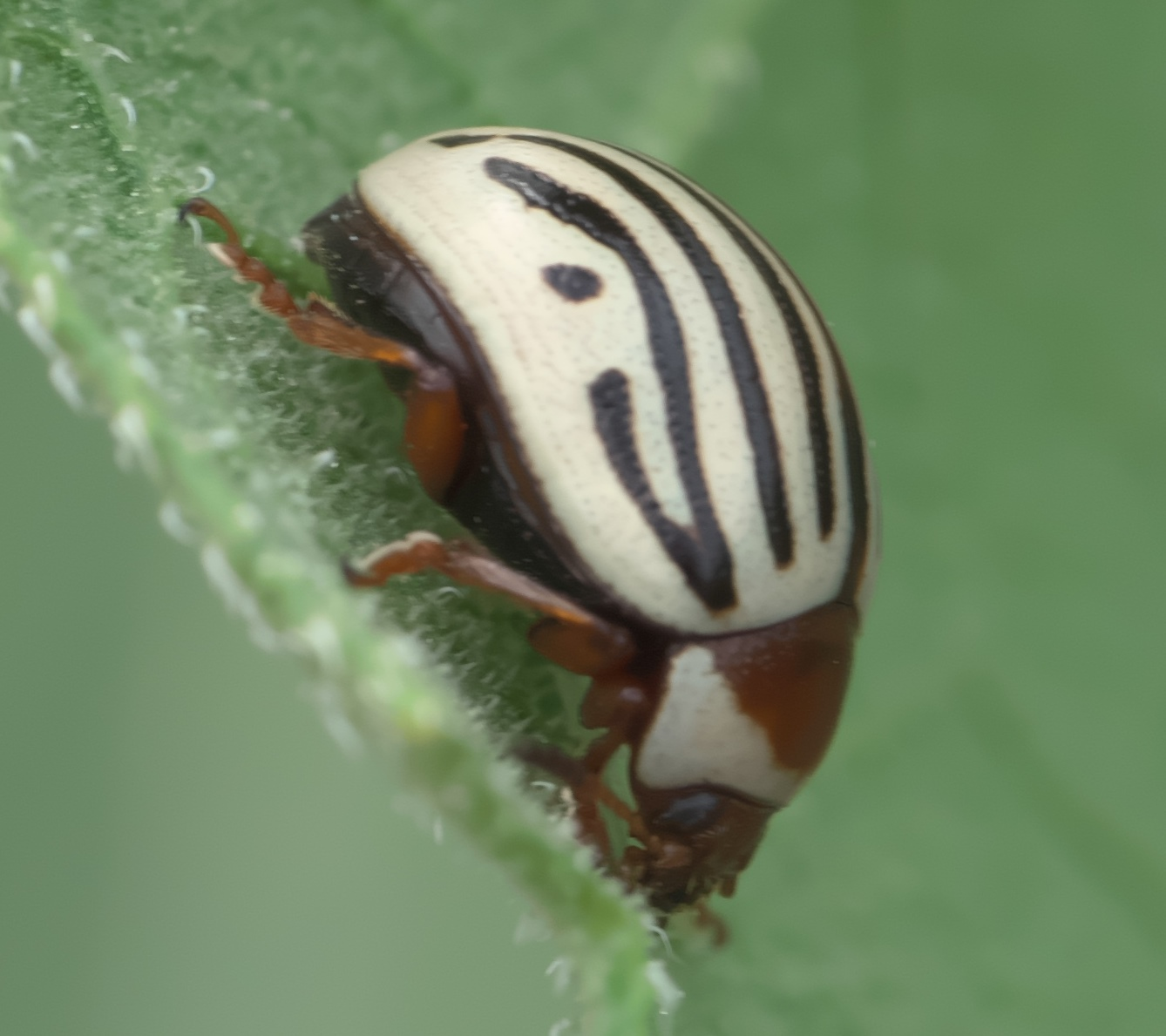
سوسک آفتابگردان

سوسک آفتاب‌گردان (نام علمی: Zygogramma exclamationis) نام یک گونه از تیره سوسک برگ است.